# روميرو هولينغسوررث
روميرو هولينغسوررث (بالهولندية: Romero Hollingsworth)‏ هو لاعب كرة قدم هولندي، ولد في 13 يونيو 1987 في أمستردام في هولندا. لعب مع دين بوستش.